# Greenfield

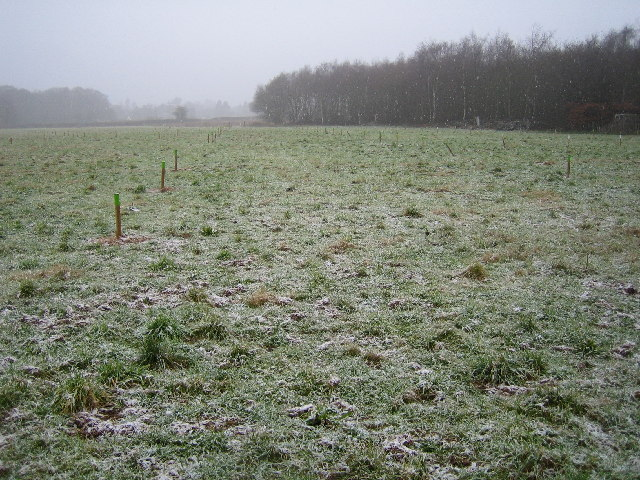
Little Chalfont, Lodge Lane: greenfield v jihovýchodní Anglii.

Greenfield (česky „zelené pole“) je urbanistický termín označující území, které dosud nebylo zastavěno a je využíváno jako zemědělská půda nebo jde o ryze přírodní plochy. Termín greenfield není v české odborné terminologii příliš častý, běžně se užívá slovní spojení zelená louka (např. stavby na zelené louce).
Příkladem zastavování greenfiledů je např. průmyslová zóna Joseph, která byla vybudována na kvalitní zemědělské půdě u obce Havraň na Mostecku v severozápadních Čechách.
Zastavování greenfieldů není ve většině případů žádoucím jevem. Zejména v městském územním plánování má být kladen důraz na obnovu, tzv. brownfieldů, tedy oblastí, které byly v minulosti zastavěny a dnes jsou bez využití.[zdroj⁠?!]